# Josefina Villalobos Páramo
Josefina Villalobos, también conocida como Finita de Durán-Ballén (Nueva York, 5 de agosto de 1924-Quito, 24 de febrero de 2025), fue una enfermera ecuatoriana. Fue esposa del presidente del Ecuador Sixto Durán-Ballén, y como tal fue reconocida como Primera dama de la nación, cargo que ejerció entre el 10 de agosto de 1992 y el 9 de agosto de 1996. 

## Biografía
Nació en Nueva York el 5 de agosto de 1924. Su padre fue Jorge Villalobos Gaona, y su madre, Josefina Paramo de Villalobos, ambos colombianos, quienes fueron a vivir en Nueva York donde completaría Jorge Villalobos sus estudios de dentistería. Tenía 5 años de edad Josefina cuando ella y sus padres se trasladaron a vivir en Nueva Orleans, Luisiana, donde permanecieron hasta la muerte de Jorge en 1964. Estudió enfermería en Roosevelt Hospital School of Nursing, N.Y. ciudad en la que conoció a Sixto Durán-Ballén C. en 1943.  Dos años más tarde, al haberse graduado de Licenciada en Enfermería, Villalobos y Durán se casaron en Nueva York.

## Matrimonio y descendencia
El 3 de noviembre de 1945 contrajo matrimonio con Sixto Durán-Ballén, con quien procreó nueve hijos, a saber:
- Susana Eugenia Durán-Ballén Villalobos.
- Alicia Leonor Durán-Ballén Villalobos.
- Isabel Virginia Durán-Ballén Villalobos.
- María Cristina Durán-Ballén Villalobos.
- Josefina Lucía Durán-Ballén Villalobos.
- Sixto Xavier Durán-Ballén Villalobos.
- Jorge Ignacio Durán-Ballén Villalobos.
- María Eugenia Durán-Ballén Villalobos.
- Antonio Francisco Durán-Ballén Villalobos.

## Primera dama (1992-1996)
Como primera dama de la nación, Josefina Villalobos fue conocida en los medios de comunicación y por el pueblo ecuatoriano con el diminutivo de Finita de Durán-Ballén. Entre sus funciones se encontraban la presidencia del Instituto Nacional del Niño y la Familia (INNFA), así como el ser anfitriona del Palacio de Carondelet y acompañante de su esposo en diversos actos protocolares a nivel nacional e internacional. Josefina ha sido la primera dama con más edad al asumir el rol, pues tenía 68 años cuando su esposo ganó la presidencia de la República en 1992.
Asistió representando a Ecuador en la VI Conferencia Regional sobre la Integración de la Mujer en el Desarrollo Económico y Social de América Latina y el Caribe, celebrada en la ciudad argentina de Mar del Plata en septiembre de 1994; y allí se opuso a la propuesta de la ex primera dama colombiana, Ana Milena Muñoz de Gaviria, para crear una Secretaría General de primeras damas con sede en Washington que trabajara coordinadamente en objetivos comunes como la mujer, la infancia y la familia, entre otros temas. Villalobos justificó su posición contraria al considerar la propuesta Secretaría como un ente burocrático innecesario, ya que en cada país las primeras damas tienen dichas funciones.
Durante la misma conferencia de Mar del Plata, recibió la sorpresiva llamada de Sixto, su esposo, para advertirle que no se alarmara si leía que "Presidente del Ecuador, Sixto Durán-Ballén, había fallecido en el ejercicio de las funciones", como se había publicado erróneamente en la prensa ecuatoriana! Durante su labor, la población atendida por el INNFA aumentó en 123%, según informó su esposo al entregar el la Presidencia en 1996.